# Moordrecht
Moordrecht (uitspraakⓘ, moor-drecht) is een plaats en voormalige gemeente in de Nederlandse provincie Zuid-Holland bij de Zuidplaspolder.

## Geografie
Moordrecht ligt aan de Hollandse IJssel, met aan de overkant Gouderak. Tussen beide plaatsen wordt een veerverbinding onderhouden. Volgens het register van de verponding, een soort onroerend goedbelasting, telde Moordrecht 49 huizen in 1515.
Moordrecht wordt doormidden gesneden door de Middelweg. De spoorlijn Utrecht - Rotterdam loopt een halve kilometer ten noordwesten van de plaats, maar Moordrecht heeft geen station meer aan deze lijn. Tot 1935 bestond stopplaats Moordrecht.

## Voormalige gemeente
In september 2006 heeft in een volksraadpleging over mogelijke herindelingskandidaten 93% van de Moordrechtenaren gekozen voor samenvoeging met buurgemeenten Nieuwerkerk aan den IJssel en Zevenhuizen-Moerkapelle. Slechts 7% koos voor de andere buurgemeente Gouda. De gemeenteraad heeft deze voorkeur overgenomen en besloten fusiebesprekingen met Nieuwerkerk aan den IJssel en Zevenhuizen-Moerkapelle te beginnen. De regering heeft eind 2008 een wetsontwerp ingediend om de drie gemeenten samen te voegen. Op 1 januari 2010 is de nieuwe gemeente Zuidplas tot stand gekomen.
De gemeente telde 9.015 inwoners (1 januari 2023, bron: CBS) en had een oppervlakte van 12,73 km². Binnen de gemeentegrenzen lagen geen andere kernen.
- Zie wijken en buurten in de gemeente Moordrecht voor de indeling van de voormalige gemeente

## Monumenten
Een deel van Moordrecht is een beschermd dorpsgezicht. Zie ook:
- Lijst van rijksmonumenten in Moordrecht
- Lijst van gemeentelijke monumenten in Moordrecht

## Begraafplaatsen
| Afbeelding | Naam                                               | Adres            |
| ---------- | -------------------------------------------------- | ---------------- |
|            | Algemene Begraafplaats Middelweg                   | Middelweg 45a    |
|            | Oude Algemene Begraafplaats Koningin Julianastraat | Julianastraat 11 |
|            | Rooms-Katholieke Begraafplaats Oosteinde           | Oosteinde 23     |

## Afbeeldingen

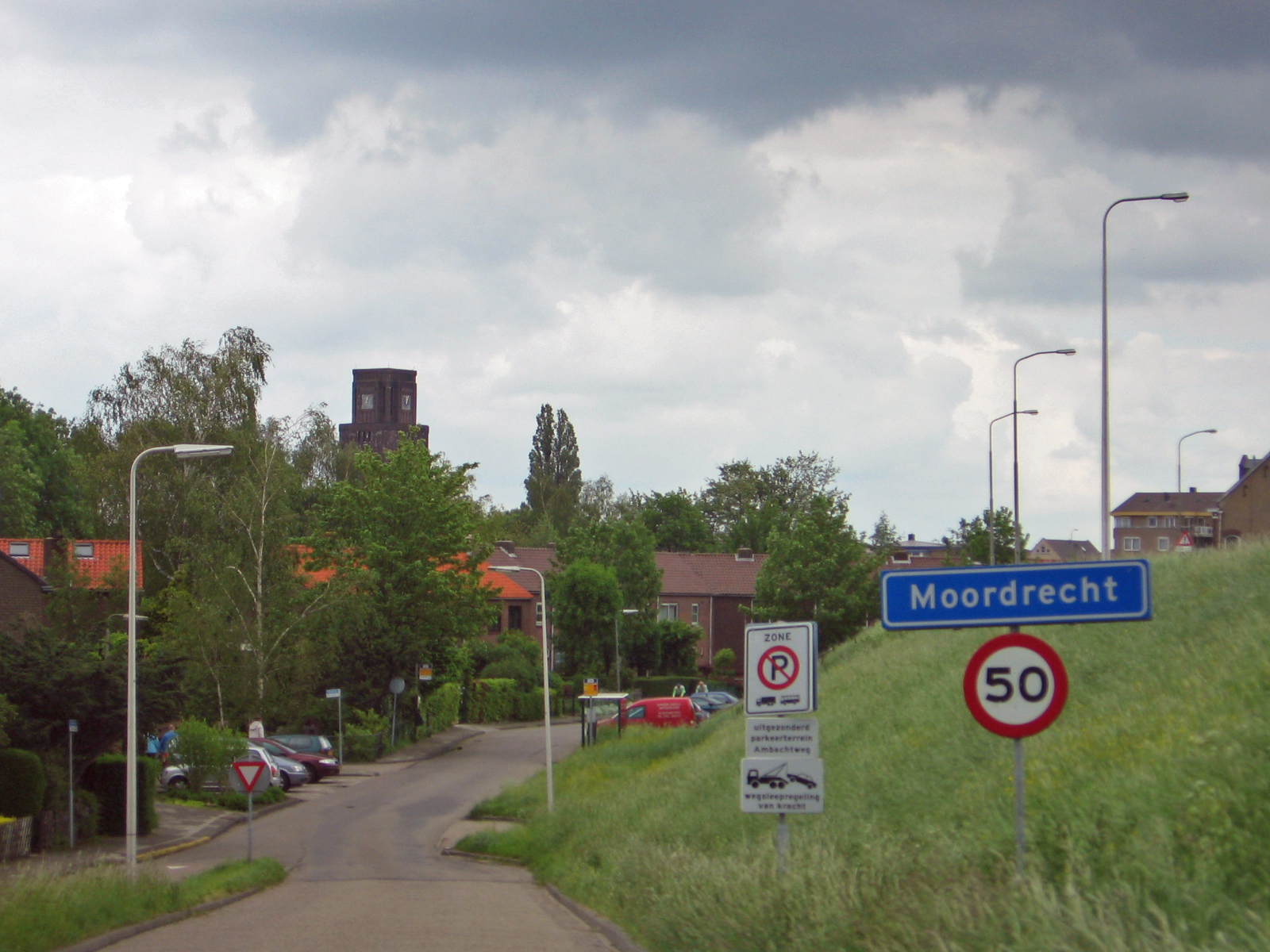
Plaatsnaambord, vanaf de dijk gezien
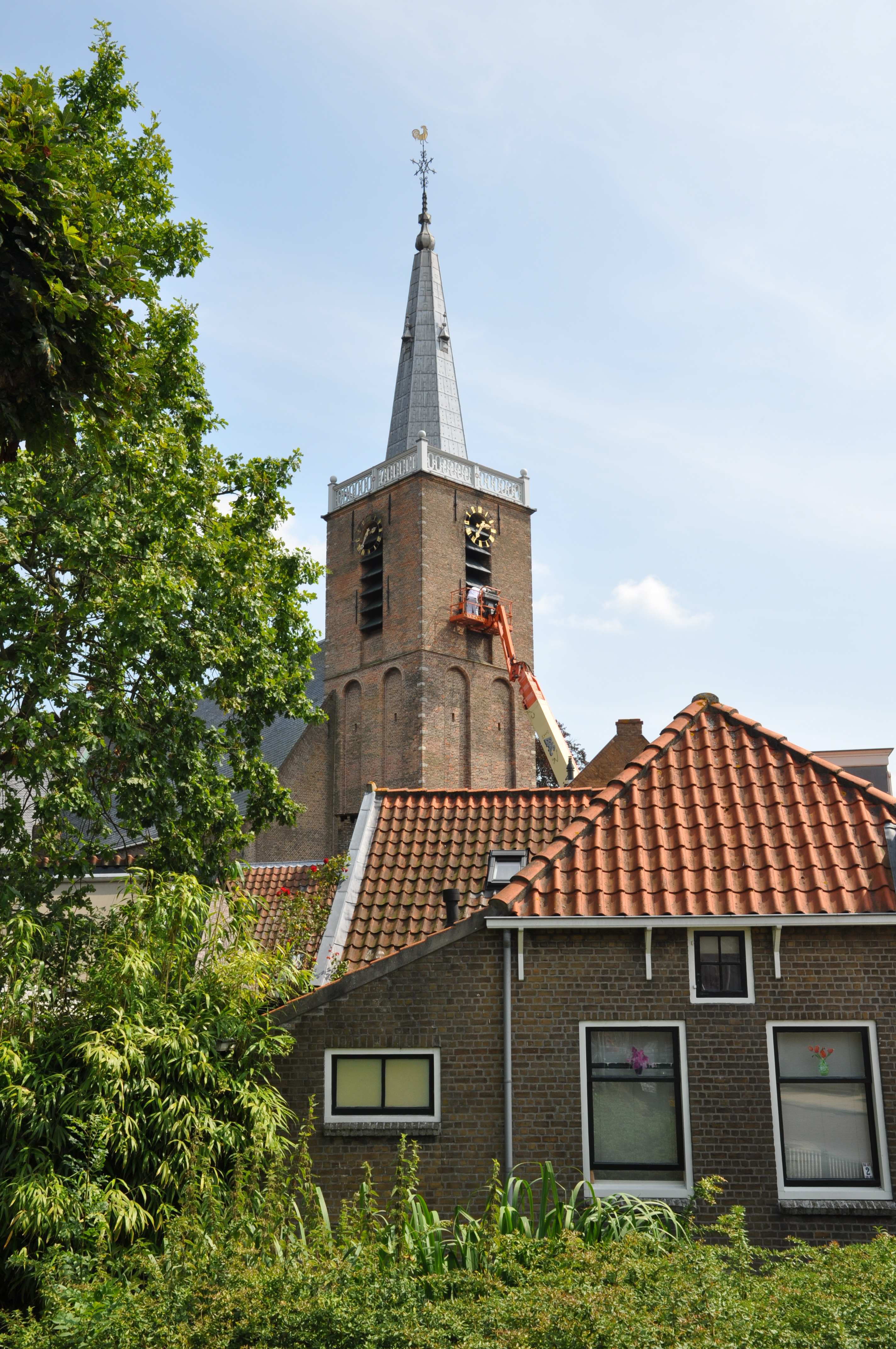
Zicht op de kerk
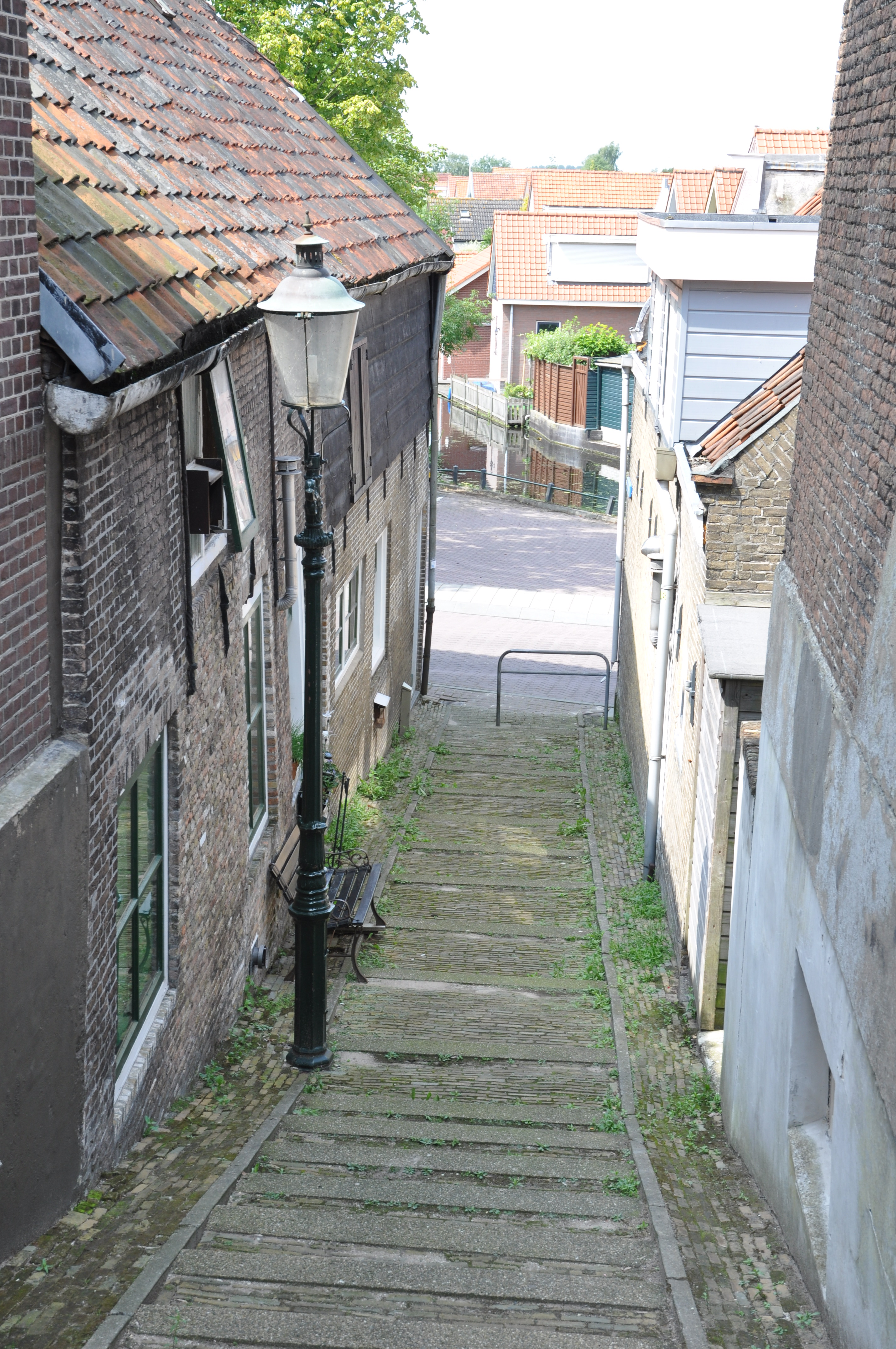
Steeg met hoogteverschil
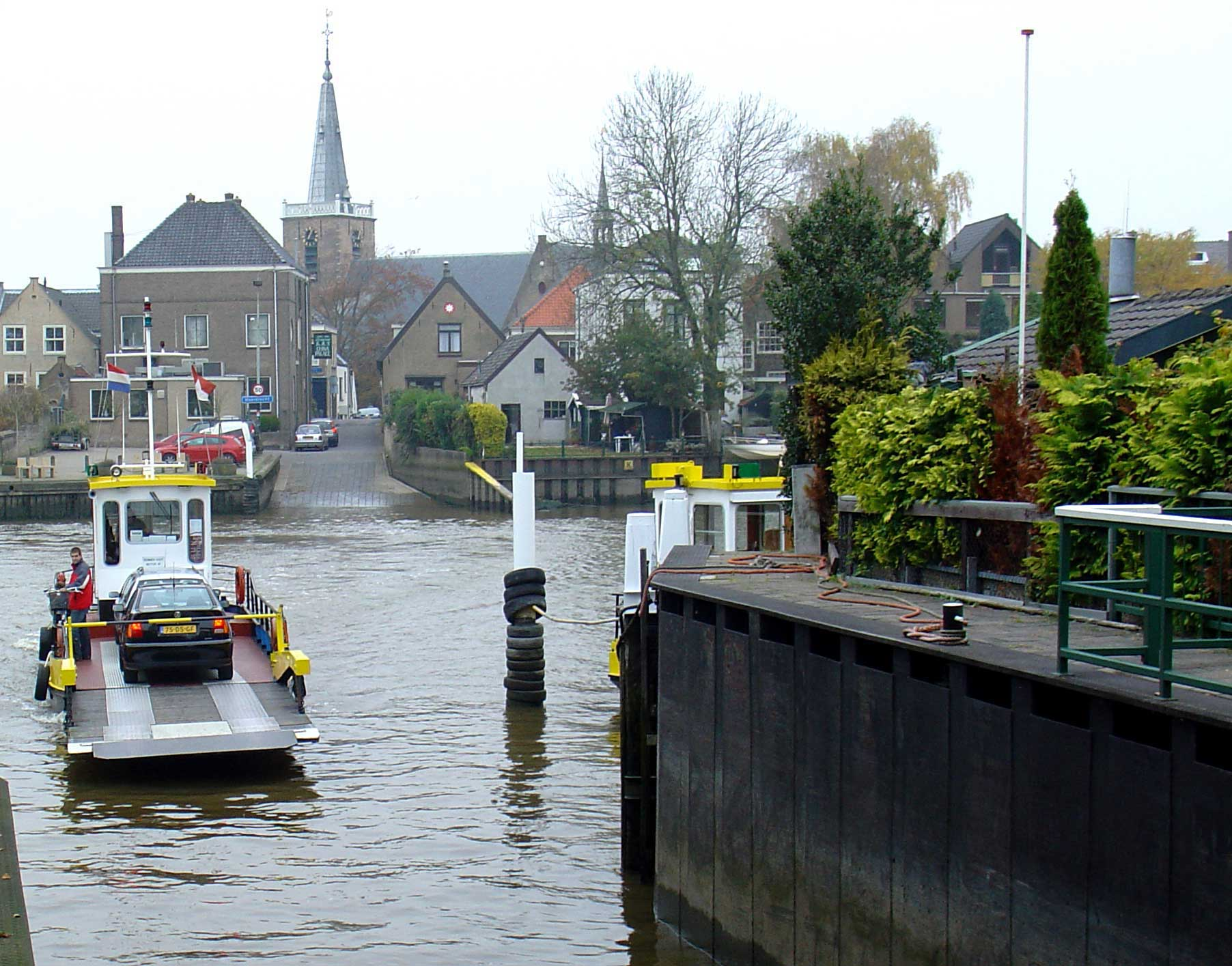
Zicht op Moordrecht
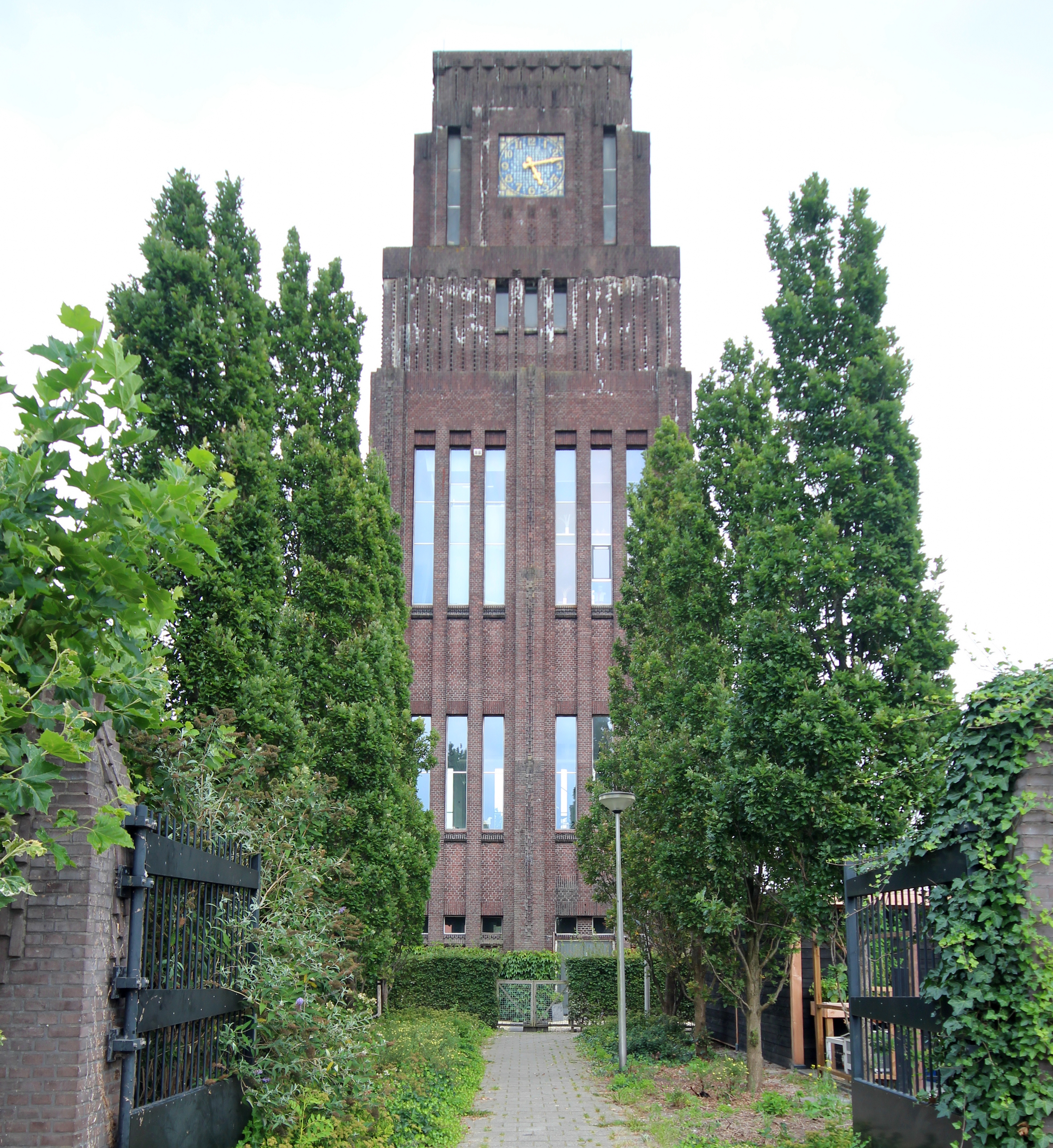
KVT toren

## Geboren in Moordrecht
- Ronald Hertog (1989), atleet
- Memphis Depay (1994), voetballer
- Han Balvert (1916), oorlogsmisdadiger

## Trivia
- De motorclub Satudarah MC is opgericht in de Molukse wijk van Moordrecht.